# دیو بیکلز
دیو بیکلز (انگلیسی: Dave Bickles; ۶ آوریل ۱۹۴۴ – ۱ نوامبر ۱۹۹۹) بازیکن فوتبال اهل بریتانیا بود.
از باشگاه‌هایی که در آن بازی کرده‌است می‌توان به باشگاه فوتبال کریستال پالاس، باشگاه فوتبال رومفورد، باشگاه فوتبال کولچستر یونایتد، و باشگاه فوتبال وستهام یونایتد اشاره کرد.